# Saintine
Joseph-Xavier Boniface, dit Saintine, né le 10 juillet 1798 à Paris et mort à Paris 10e le 21 janvier 1865, est un romancier et dramaturge français, connu en particulier pour son roman Picciola.

## Biographie
À Paris, son père est professeur au collège de la Marche et sa mère, lingère au carrefour de Buci. En 1814, sans participer à aucun combat, il est enrôlé d'office dans l'armée. Domicilié à la rue du Vieux-Colombier, il se destine à la profession de médecin en suivant des études à l'Hôtel-Dieu de Paris. Il est employé comme secrétaire auprès de l'académicien Louis-Philippe de Ségur et se détourne de ses études de médecine.
Il publie son premier ouvrage, Hommage aux braves morts le 18 juin 1815 au Mont Saint-Jean, puis en 1817, Le bonheur que procure l’étude dans toutes les situations de la vie, poème qui a partagé le prix de poésie avec Pierre-Antoine Lebrun au jugement de l'Académie française, à l'âge de 22 ans.
L'année suivante, il publie La Clémence, qui remporte le prix de poésie proposé par la Société d'émulation de Cambrai. La séance du 25 août 1822 de l'Académie française, lui décerne le prix de poésie pour la parution de La Renaissance des lettres et des arts sous François 1er, à partager avec Édouard Mennechet. La critique a rédigé : « On a trouvé généralement la pièce de M. Saintine de beaucoup supérieure à celle de M. Mennechet pour le plan et l'exécution et l'on s'étonne que ce dernier ait pu lui disputer le prix » et d'apporter le commentaire : « L'idée qu'a eu M. Saintine de faire adresser une épitre à Érasme par Budée pour l'engager à venir se fixer en France est ingénieuse. Malgré l'ingratitude du sujet, M. Saintine a prouvé qu'il était poète ».
Avec la parution des contes philosophiques et moraux Jonathan le Visionnaire, en 1825, la critique rapporte : « Les contes de M. Saintine sont surtout remarquables par le style : les uns se distinguent par l'élévation, les autres par la grâce des détails, celui-ci par la simplicité, celui-là par une gaieté constamment soutenue. On lui reproche toutefois de n'avoir pas inventé tous ses sujets et de les avoir empruntés à des auteurs trop connus ».
En 1836, il publie Picciola, un roman sur le comte de Charney, prisonnier politique enfermé au Piémont, qui fut traduit dans de nombreuses langues et connut un certain succès en Europe.
En 1860, il fait la demande auprès des autorités pour que Gustave Doré reçoive la Légion d'honneur.
Auteur de près d'un peu plus d'une centaine de pièces de théâtre et romans, il a écrit sous différents noms de plume, tel que : « Saintine », « Ernest », « Henry », « X. B. Saintine », « Joseph Xavier Saintine », « Xavier », « Xavier Saintine », « Xavier Boniface de Saintine » ou « Xavier Boniface ». Trouvant son nom peu poétique, il le change par le pseudonyme de Saintine qui était le nom du village de naissance de sa mère, dans le département de l'Oise.
Il est inhumé au cimetière Bouilhet situé sur la commune de Marly-le-Roi. Il est le frère cadet du pédagogue Alexandre Boniface (1790-1841).

## Distinctions
- Officier de la Légion d'honneur

## Œuvres
Fiction

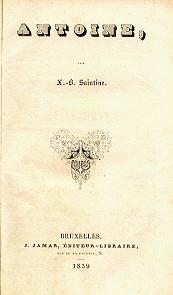
Antoine, 1839.

- Xavier Boniface, Hommage aux braves morts le 18 juin 1815 au Mont Saint-Jean : suivi de : Suicide (pièce élégiaque), L'aigle et les lys (allégorie) et Stances sur l'Arc de Triomphe du Carrousel, Paris, Imp. Mame frères, 1815, 15 p., in-8° (OCLC 633105986, présentation en ligne, lire en ligne)
- X. Boniface de Saintine, Le bonheur que procure l’étude dans toutes les situations de la vie, Paris, impr. Firmin Didot, 1817, 11 p., in-8° (présentation en ligne)
- X. B. Saintine, Poèmes, odes, épitres et poésies diverses, Paris, impr. Firmin Didot, 1823, br, 248, in-8o (présentation en ligne, lire en ligne)
- Jonathan le visionnaire, contes philosophiques et moraux (1825) lire en ligne sur Gallica.
- Histoire des guerres d'Italie, Campagne des Alpes, 1826.
- Histoire de la civilisation antédiluvienne, 1830.
- Le Mutilé (1832) lire en ligne sur Gallica.
- Une maîtresse de Louis XIII, 1834, en 2 vol. lire en ligne sur Gallica & lire en ligne sur Gallica
- Picciola  (ill. Léopold Flameng), Paris, J. Hetzel, coll. « Bibliothèque d'éducation et de récréation », 1861, 40e éd. (1re éd. 1836), 342 p., in-8 (BNF 43690114, lire en ligne)
- Les Soirées de Jonathan (1837), en 2 vol. lire en ligne sur Gallica & lire en ligne sur Gallica
- Antoine, l'ami de Robespierre, 1839, lire en ligne sur Gallica
- Les Récits dans la Tourelle : Un Rossignol pris au Trébuchet, etc., 1844 lire en ligne sur Gallica
- Les Métamorphoses de la Femme, 1846, lire en ligne sur Gallica
- Les Trois Reines, 1853.
- Seul !, 1857.
- Chrisna, 1860 lire en ligne sur Gallica
- Trois ans en Judée, 1860, lire en ligne sur Gallica
- La Belle Cordière et ses trois amoureux, 1861.
- Le Chemin des écoliers, 1861 ; dont une édition illustrée de 450 vignettes par Gustave Doré, grand in-8
- Contes de toutes les couleurs : Léonard le cocher, etc., 1862, lire en ligne sur Gallica
- La Mythologie du Rhin, 1862 ; dont une édition illustrée par Gustave Doré, grand in-8o, lire en ligne sur Gallica
- La Mère Gigogne et ses trois filles : La nature et ses trois règnes ; causeries et contes d'un bon papa sur l'histoire naturelle et les objets les plus usuels (1863), grand in-8o, illustré de 171 vignettes par Foulquier et Faguet, lire en ligne sur Gallica
- La Seconde Vie, 1864.

Théâtre
- 1823 : Les Couturières, ou le Cinquième au-dessus de l’entresol, vaudeville en 1 acte avec Marc-Antoine-Madeleine Désaugiers et Charles Nombret Saint-Laurent, théâtre des Variétés (11 novembre)
- 1824 : Pinson, père de famille, ou la Suite de "Je fais mes farces", folie-vaudeville en un acte, avec Désaugiers et Nombret Saint-Laurent, théâtre des Variétés (6 novembre)
- 1834 : Le Mari de la favorite, comédie en 5 actes de Saintine et Michel Masson, Théâtre de la Porte-Saint-Martin.
- 1836 : Madame Favart de Michel Masson et Saintine, Théâtre du Palais Royal.
- 1841 : Mademoiselle Sallé de Jean-François Bayard, Dumanoir et Saintine, Théâtre du Palais Royal.
- 1845 : Une nuit terrible, vaudeville en un acte, avec Jean-Baptiste Dubois et Charles Varin, Paris, théâtre du Palais-Royal, 22 février.

### Sources
- Michel Masson, X.-B. Saintine ; en préface à Picciola par X.-B. Saintine, 41e édition, L. Hachette & Cie, 1867, pages I à XXXI.
- (en) « Saintine », dans Encyclopædia Britannica [détail de l’édition], 1911 (lire sur Wikisource).